# Tafelberg (geomorfologie)

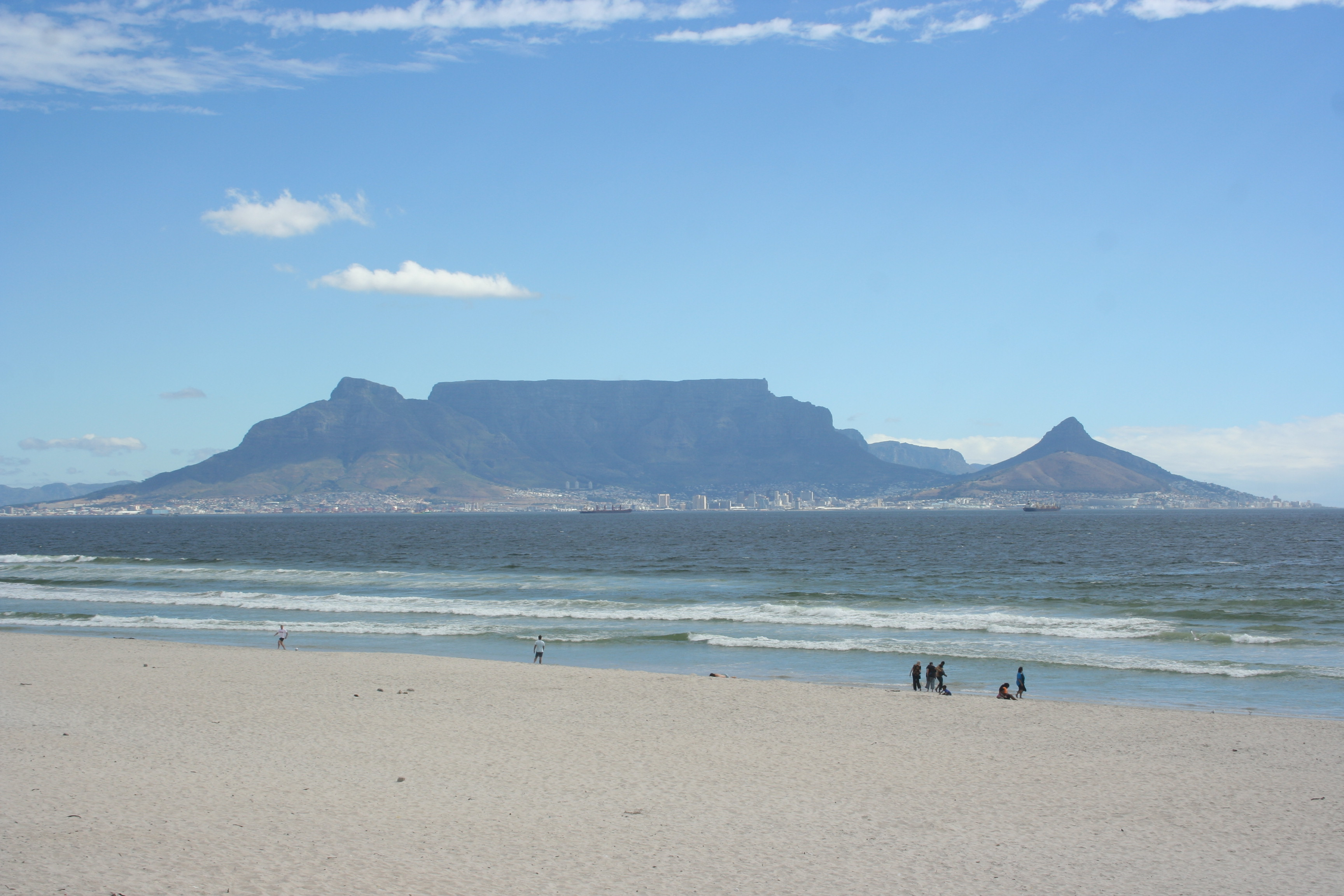
De Tafelberg bij Kaapstad

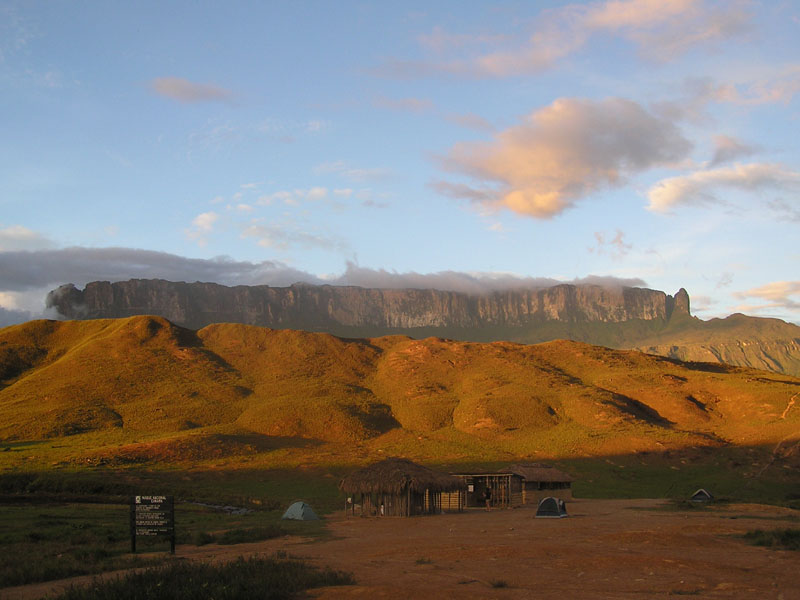
Roraima op het drielandenpunt van Brazilië, Guyana en Venezuela is een tafelberg.

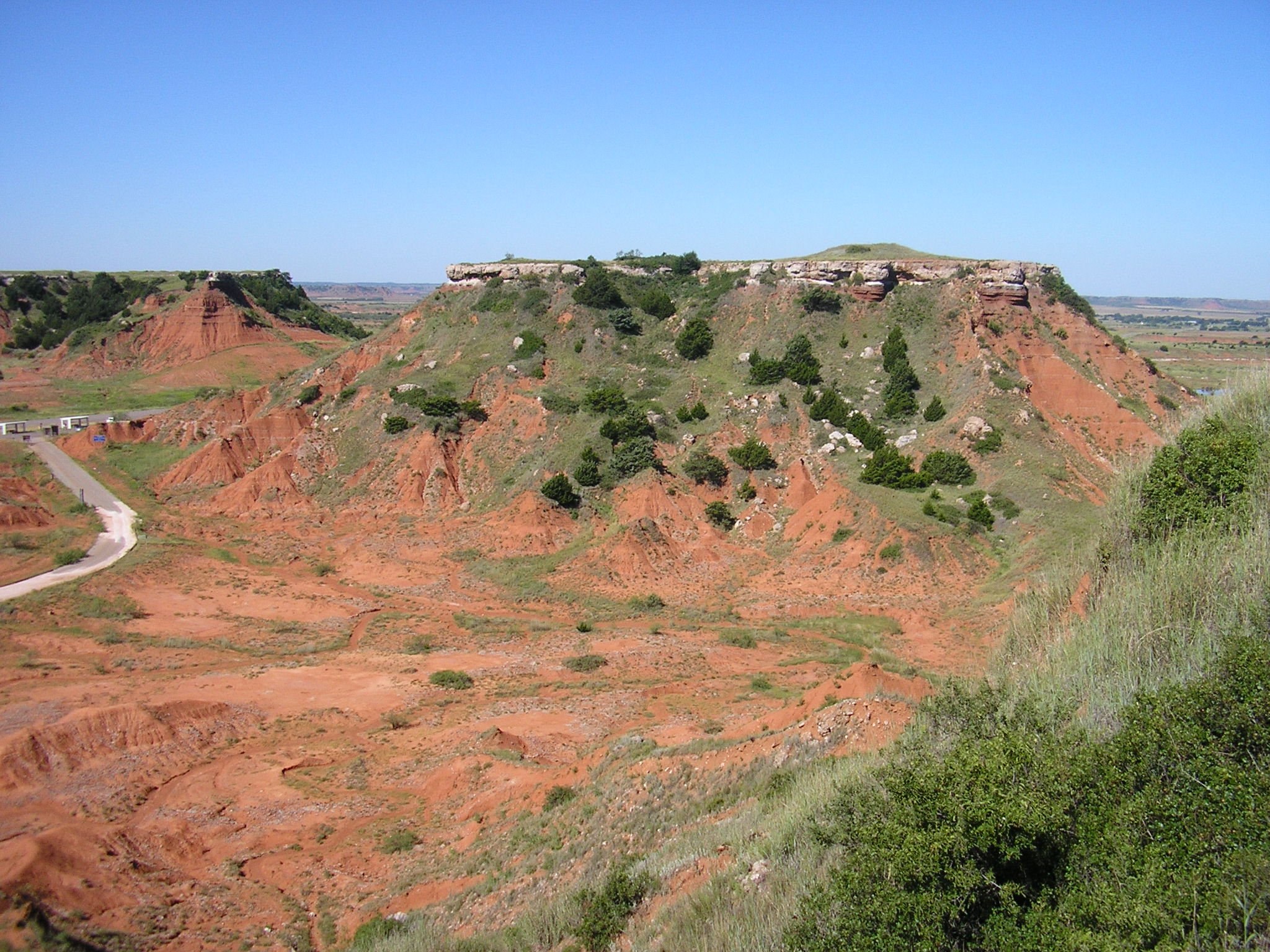
Een kleine tafelberg in Oklahoma

Een tafelberg, tuya of mesa is een berg met een platte top en steile, uit puin bestaande hellingen. 

## Structurele geomorfologie
Een tafelberg of tuya is een subglaciale vulkaan, een speciale vorm van lavavulkanen. Wanneer vloeibare lava uitvloeit onder een ijskap, zal dit ijs gedeeltelijk smelten, maar ook beletten dat de lava zich accumuleert tot een vlakke schildvulkaan. Er zal daarentegen een cilindervormig lavalichaam gevormd worden, dat aan alle zijden door een wal van ijs omgeven is. Na het smelten van de ijskap blijft een ronde tafelberg over.

## Voorbeelden
Een bekend voorbeeld is de Tafelberg bij Kaapstad in Zuid-Afrika. Op IJsland komen meerdere tafelbergen voor, en ook Suriname heeft er één. Venezuela heeft een paar tafelbergen in het Nationaal park Canaima, zoals de Ptari-tepui. Op Curaçao is er een tafelberg, nabij het Santa Barbarastrand. In Ethiopië komen tafelbergen zeer veel voor, ze worden amba genoemd in het Amhaars en imba in het Tigrinya.

## Andere

### IJsland
Een tafelberg op IJsland ontstaat doordat honderden meters onder de ijskap van een gletsjer een vulkaan tot uitbarsting komt. Als deze uitbarsting niet al te heftig verloopt zal er tussen de kratermond en de bovenkant van de ijskap een met smeltwater gevulde koepel ontstaan waardoor de uitgestoten magmaproducten snel afkoelen en als relatief zachte en niet geconsolideerde kussenlava neerslaan. Door het smeltwater zal de ijskap gaan drijven, maar als de druk van het ijs groot genoeg is zal het water niet vanonder de gletsjer kunnen ontsnappen. Indien dit wel gebeurt kunnen gigantische en catastrofale overstromingen van gloeiend heet water en hete modder ontstaan, die alles en iedereen op hun weg vernietigen. Als de uitbarsting continueert zal de vulkaan onder het ijs groeien en op een gegeven moment zal de lava toch boven het gletsjerniveau uitkomen. Het ijs rondom de kratermond is dan al verdwenen, en er heeft zich een gletsjermeer gevormd. Er ontstaan nu zogenaamde hyaloclastische stollingsproducten, en door het eigen gewicht klinkt de ontstane berg in waardoor een en ander compact wordt. Bij voortzetting van de eruptie kan de kraterwand zich nu boven het waterniveau verder ontwikkelen, en doordat het koelend effect van het water weg is gevallen, krijgen de lava, de hete assen en het ander puin de tijd om langzaam af te koelen. De lava kan nu over de kraterrand stromen en over het gletsjeroppervlak uitvloeien en uitkristalliseren tot bijvoorbeeld het harde basalt. Als veel later de gletsjer verdwenen is zijn de randen van de bovenkant van de berg naar beneden gekomen, en blijft de tafelberg met zijn vlakke uitgevloeide top en hellingen van het zachtere materiaal als stille getuige achter. Op de top van een tafelberg is soms de oorspronkelijke kratermond nog te herkennen.

### Op Mars
Tafelbergen komen veel voor op Mars, en het stromende water wordt veroorzaakt door een opwarmende grond ten gevolge van vulkanisme. Hierbij komt eens bevroren grondwater vrij.

### Tafelberg in Het Gooi
In Nederland bestaat een Tafelberg in de streek het Gooi (36,4 meter hoog). Deze heuvel is echter niet door vulkanisme ontstaan, maar door opgestuwd zand tijdens de rissijstijd en is derhalve geen tafelberg in de geomorfologische zin van het woord. Hij dankt zijn naam aan een oriëntatietafel die lang op de top van de heuvel heeft gestaan.